# Lucien Masyn
Lucien Masyn est un ancien joueur et entraîneur de football belge, qui a joué toute sa carrière au FC Bruges, entre la première et la deuxième division. Il joue environ 500 matches avec les « Blauw & Zwart », et range ses crampons en 1958. Il se reconvertit alors comme entraîneur, son plus grand succès étant d'avoir amené l'AS Ostende pour la première fois au plus haut niveau national en 1969.

## Carrière
Lucien Masyn débute en 1940 au FC Bruges, et dispute des matches amicaux et des compétitions non officielles organisés au début de la Seconde Guerre mondiale. À l'époque, le club vient de redescendre en Division 1, qui constitue alors le deuxième niveau national. Avec le gardien Berten Carels, il fait partie des cadres de l'équipe qui obtient la remontée du club en Division d'Honneur en 1946. Le club est relégué directement, remonte deux ans plus tard, et subit une nouvelle relégation après deux nouvelles saisons au plus haut niveau.
Malgré les difficultés sportives, Lucien Masyn reste fidèle au FC Bruges, et poursuit sa carrière au deuxième niveau national. En 1958, après une carrière longue de 18 ans et près de 500 matches joués sous le maillot « Blauw & Zwart », il prend sa retraite sportive, sans avoir pu regoûter à l'élite nationale, que le club rejoindra un an plus tard.
Lucien Masyn intègre alors l'encadrement sportif du Club, s'occupant de différentes équipes de jeunes. En 1963, il effectue un court interim à la tête de l'équipe première après le limogeage de Juan Schwanner. Il est nommé ensuite entraîneur principal de l'AS Ostende, un club qui milite en Division 2. Avec le club côtier, il remporte le titre de deuxième division en 1969, ce qui permet au club de découvrir la Division 1 pour la première fois de son Histoire. Il est relégué directement, mais malgré les mauvais résultats durant la saison, il n'est pas licencié.
Par la suite, il remplace Lákis Petrópoulos à la tête du Cercle de Bruges dans le courant de la saison 1977-1978, avec pour mission d'éviter la relégation de l'équipe en Division 2. Il n'y parvient pas, et n'est pas prolongé dans ses fonctions.

### Sources et liens externes
- « Entraîneurs du Cercle de Bruges »(Archive.org • Wikiwix • Archive.is • Google • Que faire ?), sur le site officiel du Cercle
- (nl) « Fiche du joueur », sur Belgian Soccer Database (incomplète)
- (nl) « Fiche de l'entraîneur », sur Belgian Soccer Database (incomplète)